# José Sebastião d'Almeida Neto
Pour les articles homonymes, voir Almeida (homonymie).
José Sebastião d'Almeida Neto (né le 8 février 1841 à Lagos et mort le 7 décembre 1920 à Villarino près de Séville) est un cardinal portugais de la fin du XIXe siècle et du début du XXe siècle. Il est membre de l'ordre des frères mineurs.

## Biographie
Neto est élu évêque d'Angola et Congo en 1880 et Patriarche de Lisbonne en 1883. Le pape Léon XIII le crée cardinal lors du consistoire du 24 mars 1884. Il participe au conclave de 1903, lors duquel Pie X est élu pape, et au conclave de 1914 (élection de Benoît XV). Il se retire de sa fonction de patriarche en 1907 et entre dans le couvent.

## Succession apostolique
José Sebastião d'Almeida Neto a ordonné les évêques suivants :
- Cardinal António Mendes Bello (1884)
- Archevêque Giovanni Rebello Cardoso de Menezes (1884)
- Évêque Francisco Maria do Prado Lacerda (pt) (1886)
- Évêque Giocondo de Nittis (pl), O.F.M.Ref. (1886)
- Archevêque Gaudêncio José Pereira (1887)
- Archevêque Manuel Baptista da Cunha (1888)
- Évêque António Barroso (pt) (1891)
- Archevêque José Alves de Matos (pt) (1903)
- Évêque Francisco Ferreira da Silva (pt) (1905)